# 178 a.C.

## Eventos
- Marco Júnio Bruto e Aulo Mânlio Vulsão, cônsules romanos.
- Continua guerra dos romanos na Ligúria, parte da Gália Cisalpina.
- Começa a guerra dos romanos na Ístria com a invasão de Aulo Mânlio Vulsão.